# Matti Kassila
Matti Kassila (12 de enero de 1924-13 de diciembre de 2018) fue un director, guionista y actor finlandés, uno de los cineastas más destacados de su país en los años 1950 y 1960.
El trabajo más conocido de Kassila es, probablemente, el relacionado con la serie de películas del Comisario Palmu. Otras destacadas cintas suyas fueron Radio tekee murron, Sininen viikko, Elokuu, Tulipunainen kyyhkynen y Ihmiselon ihanuus ja kurjuus.

## Biografía

### Inicios
Su nombre completo era Matti Uolevi Kassila, y nació en Keuruu, Finlandia, siendo sus padres Väinö Kassilan, conductor de ferrocarril, y Anna Kassilan. La Guerra de Continuación interrumpió su escolarización en la escuela mixta Haapamäen, y Kassila sirvió en una unidad antiaérea como voluntario y entrenó a novatos. Sin embargo, trastornos cardíacos producidos durante una epidemia de difteria le libraron de ir al frente. Durante el resto de la Guerra estuvo ocupado en el taller de reparación de las Fuerzas Blindadas en Varkaus.
Durante la guerra Kassila actuó en el teatro Varkauden Työväenteatterissa, y en 1944 colaboró con el Teatro Helsingin Kansanteatteri. En 1946 pasó a la productora cinematográfica Suomi-Filmi donde, entre otras cosas, fue secretario del director Valentin Vaala. En 1948 el director Edvin Laine trabajó, con la colaboración de Kassilan, en la productora Suomen Filmiteollisuus. En SF trabajó inicialmente como administrador de cortometrajes, siendo después ayudante de dirección de Edvin Laine.

### Director en los años 1950
Kassila se hizo director independiente en 1949 tras trabajar como ayudante de dirección en la película de Edvin Laine Aaltoska orkaniseeraa (1949). El director de SF, Toivo Särkkä, le dio un guion, actores preseleccionados y más de un mes de tiempo, resultando la comedia Isäntä soittaa hanuria (1949), el primer largometraje de Kassila. 

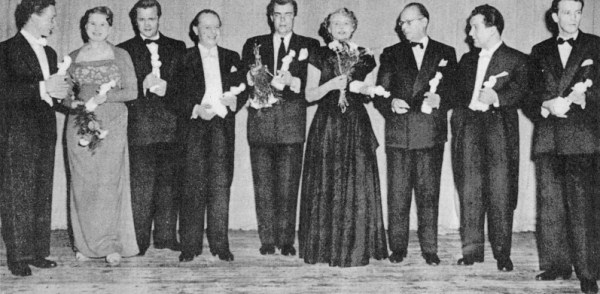
Ganadores del Premio Jussi de 1951. Desde la derecha: Matti Kassila, Aarne Tarkas, Erik Blomberg, Emma Väänänen, Tapio Vilpponen, Harry Bergström, Hannes Häyrinen, Salli Karuna y Lasse Pöysti

Kassila trabajaba con rapidez, a un ritmo de dos producciones anuales. Los temas y, a menudo, los guiones de las películas, los daba el productor Särkä. Fue innovadora su película Radio tekee murron (1951), que escribió junto a Aarne Tarkas. Protagonizada por Hannes Häyrinen, recibió excelentes críticas y un buen resultado de taquilla, a pesar de que fue eclipsada por Rovaniemen markkinoilla, película estrenada en el mismo año. La producción obtuvo un Premio Jussi para Kassila y otro para  Häyrinen. 
Inspirados por ese éxito, Kassila, Tarkas y el fotógrafo Osmo Harkimo fundaron la productora Junior-Filmin, y rodaron una secuela de su éxito, Radio tulee hulluksi (1952), que obtuvo igualmente buenos resultados. Kassila trabajó como guionista en el debut de Tarkas como director, Yö on pitkä (1952). Sin embargo, Junior-Filmin no obtenía grandes resultados, por lo que Kassila decidió regresar a SF ese mismo año. En los siguientes tres años dirigió seis películas, desde dramas a comedias. Recibió el Premio Jussi al mejor director en dos años consecutivos, por Sininen viikko (1954) y por Isän vanha ja uusi (1955). 
En 1955 fue contratado para dirigir el Teatro de Pori dos años, dirigiendo entre 1957 y 1958 el Teatro Helsingin kaupunginteatteri. A pesar de su trabajo teatral, siguió dirigiendo cine, pero se unió a la compañía Fennada-Filmi. Kassila tuvo dos éxitos con Fennada, Elokuu (1956, protagonizada por Toivo Mäkelä), cinta que le valió otro Premio Jussi a la mejor dirección, y Punainen viiva (1959, protagonizada por Holger Salin y Liisa Nevalainen). Tras cuatro películas con Fennada, Kassila y Osmo Harkimo volvieron a probar suerte como cineastas independientes, fundando la productora Kassila & Harkimo Co. Sin embargo, solo llegaron a estrenar una cinta, Lasisydän (1959). 

### Cima de su carrera: Komisario Palmut 1960–1962

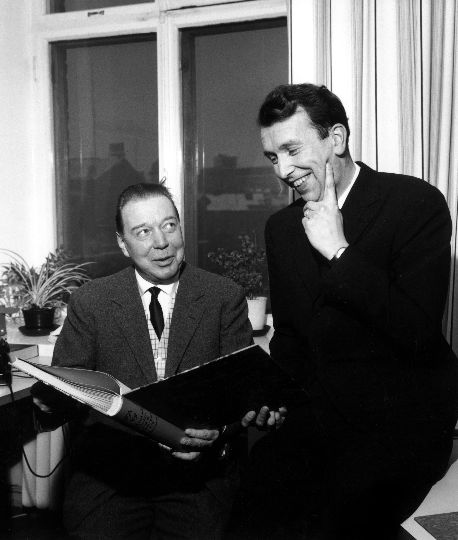
Mika Waltari y Kassila presentan la película Tähdet kertovat, komisario Palmu en 1962

El fracaso económico de Lasisydän hizo que Kassila volviera una vez más de SF. Toivo Särkän sugirió a Kassila que adaptara a la pantalla la novela de Mika Waltari Komisario Palmun erehdys. En un principio Kassila rechazó la idea, ya que consideraba la novela poco cinematográfica. Sin embargo, acabó aceptando la propuesta, y rodó una película con elementos de comedia, drama e, incluso, terror. 
La cinta Komisario Palmun erehdys (1960) fue un éxito de crítica y público, y rápidamente tuvo una secuela. Sin embargo, la cinta no fue producida por SF, sino por Fennada-Filmi, cuyo director, Mauno Mäkelä, había conseguido los derechos de la segunda novela sobre Palmu, Kuka murhasi rouva Skrofin?. La película se tituló Kaasua, komisario Palmu! (1961) y fue un nuevo éxito, ganando el Premio Jussi al mejor guion. Mauno Mäkelä pidió a Mika Waltari que escribiera el guion de un tercer film, y tres semanas después había una nueva novela, que vio la luz al mismo tiempo que la película, Tähdet kertovat, komisario Palmu (1962). 
Kassila y Mika Waltari empezaron a trabajar conjuntamente en una cuarta película de Palmu, que se titularía Lepäisit jo rauhassa, komisario Palmu. Sin embargo, a principios de 1963 comenzó una huelga de actores que duró dos años y que obligó a cancelar el proyecto. Kassila acabó rodando a finales de los años 1960 una cuarta película de Palmu, pero el guion no tenía ya nada que ver con el original y Mika Waltari no participó en su creación. 
A la vez que rodaba las cintas de Palmu, Kassila dirigió Tulipunainen kyyhkynen (1961), cuyo guion redactó en colaboración con Juha Nevalainen. El resultado fue un raro ejemplo de cine negro finlandés sobre la historia de un falso culpable.

### Carrera posterior a Palmu: 1960 y 1970
En 1963 se iniciaron las emisiones televisivas en Finlandia, y en esa época la industria del cine sufrió grandes cambios, quebrando la productora Suomen Filmiteollisuus en 1965 y obligando a otras compañías a reducir sus estrenos. Fueron años de llegada de nuevos cineastas independientes. De los antiguos, solamente Kassila y Edvin Laine siguieron filmando, aunque con menor intensidad que hasta la fecha. 
Kassila sobrevivió uniéndose a Fennada-Filmiin y haciendo programas de televisión. Fue director de producción y guionista de la película de Mikko Niskanen Sissit (1963) y de la de Edvin Laine Täällä Pohjantähden alla (1968), ambas producidas por Fennada. En televisión, Kassila trabajó para Yleisradio y MTV3 y, entre otras cosas adaptó a la pequeña pantalla la historia de Mika Waltari Pariisilaissolmio (1965), que protagonizó Keijo Komppa. Además, Kassila hizo varias series documentales. A finales de los años 1970 Kassila trabajó en puestos administrativos y educativos relacionados con la industria cinematográfica. Ocupó una cátedra de artistas entre 1975 y 1980, y fue director de producción de Suomen elokuvasäätiö desde 1977 a 1979. 
A finales la década de 1960 volvió a rodar, pero sin alcanzar sus anteriores éxitos. Su cinta Äl’ yli päästä perhanaa (1968), una parodia sobre el cine de su país, no fue rentable en taquilla. En 1970 dirigió Päämaja (1970), adaptación de una obra de Ilmari Turja. Haluan rakastaa, Peter, rodada en 1972, fue un drama erótico basado en una novela de Aila Meriluoto. 
Aatamin puvussa...ja vähän Eevankin (1972) fue la adaptación de una historia ya filmada en Finlandia en 1931 y 1940, y en Alemania en 1959. Su siguiente producción, Meiltähän tämä käy (1973), también fue una nueva versión de una historia rodada por otros realizadores, y no tuvo éxito de audiencia.
A finales de la década de 1970, Arto Paasilinna escribió un guion para Kassila que fue trabajado después con Lauri Jauhiainen y Olli Soinio, resultando la película Natalia (1979), producida por Matti Ollila y Kari Pöyry/Cine-Art Oy. 

### Últimos años
En 1984 rodó Niskavuori, adaptación al cine de dos obras de Hella Wuolijoki. Jäähyväiset presidentille (1987) fue una historia de detectives basada en la obra de Pentti Kirstilä, en la cual actuaban Hannu Lauri y Tarmo Manni. Ihmiselon ihanuus ja kurjuus (1988) fue una película producida por Matti Ollila y Päivi Hartzell/Neofilmi Oy y protagonizada por Lasse Pöysti y Liisa-Maija Laaksonen. La cinta obtuvo cuatro Premios Jussi, y fue declarada la mejor película nórdica en Ruan, Francia.
El último largometraje de Kassila fue Kaikki pelissä (1994), aunque posteriormente hizo todavía algunos trabajos televisivos.

### Vida privada
El Presidente de la República, Tarja Halonen, concedió a Kassila el título de Profesor en mayo de 2011. Kassila vivió sus últimos cinco años en una residencia en Vantaa, en la cual falleció en diciembre de 2018.
Kassila se había casado con la actriz Aino Mantsas en 1948, teniendo la pareja cuatro hijos. Uno de ellos, Taavi Kassila, es director de cine y escritor. Tras la muerte de Aino Mantsas, Matti Kassila se casó con la secretaria de filmación Christina Laurentin, con la cual tuvo un hijo.

## Filmografía (selección)
- 1949 : Isäntä soittaa hanuria
- 1950 : Professori Masa
- 1950 : Maija löytää sävelen
- 1951 : Lakeuksien lukko
- 1951 : Radio tekee murron
- 1952 : Radio tulee hulluksi
- 1953 : Varsovan laulu
- 1953 : Tyttö kuunsillalta
- 1954 : Sininen viikko
- 1954 : Hilmanpäivät
- 1955 : Isän vanha ja uusi
- 1955 : Pastori Jussilainen
- 1956 : Elokuu
- 1957 : Kuriton sukupolvi
- 1957 : Syntipukki
- 1959 : Punainen viiva
- 1959 : Lasisydän
- 1960 : Komisario Palmun erehdys
- 1961 : Tulipunainen kyyhkynen
- 1961 : Kaasua, komisario Palmu!
- 1962 : Tähdet kertovat, komisario Palmu
- 1963 : Kolmen kaupungin kasvot
- 1968 : Äl’ yli päästä perhanaa
- 1969 : Vodkaa, komisario Palmu
- 1970 : Päämaja
- 1971 : Aatamin puvussa... ja vähän Eevankin
- 1972 : Haluan rakastaa Peter
- 1973 : Meiltähän tämä käy
- 1979 : Natalia
- 1984 : Niskavuori
- 1987 : Jäähyväiset presidentille
- 1988 : Ihmiselon ihanuus ja kurjuus
- 1994 : Kaikki pelissä

## Obra literaria

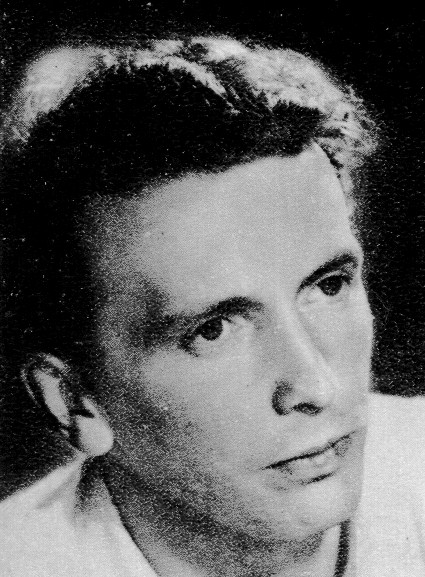
Matti Kassila en su juventud

Matti Kassila fue también escritor, y participó en la elaboración de la serie de libros sobre cine Suomen Kansallisfilmografia.
- 1987 : Kahden naisen sota: Vuosisadan vakoilutarina (con Pekka Lounela). WSOY
- 1995 : Mustaa ja valkoista. Otava
- 2000 : Isä, poika ja Kekkonen: Romaani. WSOY
- Kassila, Matti (2004).  WSOY, ed. Käsikirjoitus ja ohjaus: Matti Kassila. Ihmisen ääni 37. Helsinki. ISBN 951-0-28691-5.
- 2007 : Kun pappa nauruun kuoli: Eroottisia tarinoita. Like
- 2012 : Suurten elokuvaohjaajien jäljillä. Teos

## Premios y reconocimientos
- 1951 : Premio Jussi a la mejor dirección por Radio tekee murron
- 1951 : Premio Jussi al mejor guion por Radio tekee murron junto a Aarne Tarkas)
- 1954 : Premio Jussi a la mejor dirección por Sininen viikko
- 1955 : Premio Jussi a la mejor dirección por Isän vanha ja uusi
- 1957 : Premio Jussi a la mejor dirección por Elokuu
- 1959 : Premio Jussi al mejor guion por Punainen viiva
- 1962 : Premio Jussi al mejor guion por Kaasua, komisario Palmu! (junto a Kaarlo Nuorvala)
- 1985 : Premio Cultural de Vanta[4]
- 1989 : Premio del público en el Festival de Cine Nórdico de Ruan por Ihmiselon ihanuus ja kurjuus
- 1989 : Gran Premio del Festival de Cine Nórdico de Ruan por Ihmiselon ihanuus ja kurjuus
- 1995 : Medalla Pro Finlandia
- 2008 : Premio Estatal de Cinematografía
- 2011 : Premio Betoni-Jussi a su trayectoria
- 2011 : Nombramiento como Profesor

Nominaciones
- 1957 : Nominado a la Palma de Oro por Elokuu en el Festival Internacional de Cine de Cannes de 1957
- 1961 : Nominado al Oso de Plata por Tulipunainen kyyhkynen en el Festival Internacional de Cine de Berlín